# ERAS
ERAS株式会社（イラズ、英: ERAS Inc.）は、東京都港区に本社を置く日本のITベンチャー企業。
Webアプリケーションの開発、業務基盤系システム開発、コンサルティング等を行い、同時に次世代エンジニアの育成に力を入れる。
スローガンは『時代を創る、人を育てる。』

## 沿革
- 2017年1月 - ERAS株式会社設立。
- 2017年4月 - 社内向けエンジニア育成カリキュラムをリリース。
- 2018年1月 - 組織改編に伴いプロダクト開発部、ソリューション事業部を新設。
- 2018年8月 - サイバーブレイン株式会社と次世代エンジニア教育分野で業務提携。
- 2018年11月 - B2B向けのOJT型エンジニアスクール事業『ERAS Reboot』をリリース。